# Résolution 1079 du Conseil de sécurité des Nations unies
La résolution 1079 du Conseil de sécurité des Nations unies est adoptée à l'unanimité le 15 novembre 1996. Après avoir rappelé les précédentes résolutions sur la Croatie, notamment la résolution 1023 du Conseil de sécurité des Nations unies (1995), 1025 (1995), 1037 (1996), 1043 (1996) et 1069 (1996), le Conseil proroge le mandat de l'Administration transitoire des Nations unies pour la Slavonie orientale, la Baranja et le Srem occidental (ATNUSO) jusqu'au 15 juillet 1997.
Le Conseil de sécurité s'est félicité des progrès réalisés par l'ATNUSO pour faciliter la restitution des territoires à la Croatie. L'accord de base entre la Croatie et les Serbes locaux prévoyait une administration temporaire des Nations unies pour 12 mois et une prolongation d'un an à la demande de l'une des parties, ce que les Serbes ont demandé. Le secrétaire général Boutros Boutros-Ghali avait demandé que l'ATNUSO soit prolongée de six mois.
La Croatie et la communauté serbe locale ont été invitées à collaborer avec l'ATNUSO pour créer les conditions nécessaires à la tenue d'élections locales. Les deux parties devaient également se conformer à l'accord de base et respecter les droits de tous les groupes ethniques. Le droit des réfugiés de rentrer chez eux doit être respecté et les deux parties sont responsables du bon fonctionnement de la police.
Enfin, le secrétaire général a été prié de faire un rapport sur l'évolution de la situation avant le 15 février et le 1er juillet 1997, et de présenter des recommandations concernant la restructuration de l'ATNUSO et la présence des Nations unies en Croatie.